# Évolution (film)
Pour les articles homonymes, voir Évolution.
Pour plus de détails, voir Fiche technique et Distribution.
Évolution (Evolution) est une comédie de science-fiction américaine réalisée par Ivan Reitman, sortie en 2001.
Malgré un budget de production important et de bons résultats au box-office, le film n'est cependant pas un succès.

## Synopsis
Un météore s'écrase dans le désert près de Glen Canyon dans l'Arizona. Ira Kane (David Duchovny), professeur dans un lycée, et son collègue professeur de géologie Harry Block (Orlando Jones), se rendent sur les lieux pour l'étudier. Ils rencontrent Wayne Grey (Seann William Scott), un pompier stagiaire dont la voiture a été endommagée lors de l'impact et découvrent le météore profondément enfoncé dans un réseau de tunnels souterrains. Les deux scientifiques prélèvent un échantillon de l'étrange liquide bleu qui suinte du météore. Ira découvre que le liquide contient des êtres unicellulaires extraterrestres se multipliant exponentiellement et évoluant de l'équivalent de millions d'années d'évolution en quelques minutes. Le lendemain, Ira et Harry emmènent la classe de science sur le site du météore et y trouvent une forme de vie plus évoluée composée de champignons évolués convertissant l'atmosphère et de vers plats. Ils découvrent par la suite que ces vers se reproduisent rapidement par mitose.
Ira et Harry retrouvent bientôt le site bouclé par l'armée qui a mis en place une base sur le site et mis l'écosystème extraterrestre en quarantaine. Ils rencontrent le général Russell Woodman (Ted Levine) et la maladroite Dr Allison Reed (Julianne Moore). Cependant, à la suite d'un procès intenté par l'armée, ils sont interdits d'accès au site et Woodman révèle qu'Ira a été licencié de l'armée à la suite de la création d'un vaccin contre la maladie du charbon destiné aux militaires qui a occasionné aux vaccinés d'épouvantables effets secondaires. Lorsque Woodman confisque leurs recherches, Ira et Harry infiltrent la base souterraine pour obtenir un autre échantillon et découvrent une forêt tropicale grouillante de vie. Reed les intercepte, mais ils sont interrompus lorsqu'un insecte entre dans le corps de Harry, qui doit être enlevé par voie rectale par un médecin.
Wayne a capturé un amphibien qui a tué le propriétaire du club où il travaille et l'apporte à Ira et Harry, en leur révélant que la créature est morte en s'asphyxiant. Une autre créature apparaît dans la maison d'une femme et meurt également d'asphyxie. Ira et Harry en concluent que les extraterrestres sont parvenus à s'échapper de la zone de quarantaine grâce aux nombreuses cavités souterraines et qu'ils essaient de s'adapter à l'atmosphère terrestre. Le trio trouve une vallée jonchée de cadavres de créatures ressemblant à des dragons, l'une d'entre elles régurgite un œuf avant de mourir. La créature qui en sort grandit très vite et se révèle capable de respirer l'atmosphère terrestre. Le trio poursuit la créature jusqu'au centre commercial où ils se procurent des fusils de chasse. Wayne utilise le système de sonorisation du centre commercial pour appâter la créature et Ira parvient à l'abattre.
Pendant ce temps, la prolifération des extraterrestres a fini par attirer l'attention de la population et des médias. Le gouverneur de l'Arizona (Dan Aykroyd) exige de savoir ce qui se passe. Allison lui explique que dans deux mois les créatures engloutiront l'ensemble des États-Unis. Woodman expose son plan pour évacuer les habitants vivant à proximité de la zone infectée. Il veut la bombarder au napalm. Le gouverneur et Ira s'opposent à cette idée, ne pouvant prévoir quelle évolution une telle attaque peut provoquer. Ils sont interrompus lorsque les extraterrestres qui ont évolué jusqu'au stade des primates, s'échappent de la grotte et les attaquent.
L'attaque des primates fait revenir le gouverneur sur sa position. Il donne le feu vert au général Woodman pour une attaque au napalm, ce dernier renvoyant avec satisfaction Ira, Harry et Wayne du laboratoire. Excédée par la conduite de Woodman, Allison part également et emporte avec elle les recherches volées d'Ira. Arrivés à l'université, Ira réfléchit à un moyen de détruire les extraterrestres. Harry lance accidentellement une allumette dans l'échantillon de liquide bleu prélevé sur le météore, provoquant une évolution rapide. Allison téléphone à Woodman pour le prévenir de ne pas exécuter son plan, mais il l'ignore. En regardant sur le tableau périodique, Ira déduit que le sélénium pourrait être toxique pour les extraterrestres, leur élément de base étant l'azote tout comme l'arsenic est toxique pour l'humain dont l'élément de base est le carbone. Les deux cancres de la classe d'Ira, Deke et Danny (Ethan Suplee et Michael Ray Bower) disent qu'ils peuvent se procurer du sélénium en grande quantité leur rappelant que le sulfure de sélénium est l'ingrédient actif du shampoing Head & Shoulders.
Wayne parvient à se procurer un camion de pompiers dont les réservoirs d'eau se font remplir de shampoing récupéré grâce à Deke et Danny. Alors qu'ils commencent à asperger la zone infectée, le napalm explose, déclenchant une évolution rapide de l'écosystème extraterrestre en une unique masse organique gigantesque. L'équipe décide d'utiliser le sélénium avant que la créature ne se divise et cherche un point d'insertion. Du haut de l'échelle, Harry insère la lance à incendie et pompe le shampoing, provoquant une explosion de l'organisme. Le Gouverneur déclare héros Ira, Harry, Wayne et Allison, faisant de Wayne un pompier certifié, tandis que Ira et Allison choisissent d'ignorer les festivités et s'isolent dans la cabine du camion de pompiers.
Harry, Ira et Wayne apparaissent dans une publicité pour Head & Shoulders.

## Fiche technique
Sauf indication contraire, les informations mentionnées dans cette section peuvent être confirmées par les bases de données cinématographiques IMDb et Allociné,  présentes dans la section « Liens externes ».
- Titre original : Evolution
- Titre français : Évolution
- Réalisation : Ivan Reitman
- Scénario : David Diamond, Don Jakoby et David Weissman
- Musique : John Powell
- Direction artistique : David F. Klassen et Richard F. Mays
- Décors : J. Michael Riva
- Costumes : Aggie Guerard Rodgers
- Photographie : Michael Chapman
- Son : Karen Baker Landers, Bob Beemer, Per Hallberg, William B. Kaplan, Scott Millan, Dennis S. Sands
- Montage : Wendy Greene Bricmont et Sheldon Kahn (en)
- Production : Daniel Goldberg (en), Joe Medjuck (en) et Ivan Reitman
  - Production déléguée : Jeff Apple, Tom Pollock et David Rodgers
  - Production associée : Sheldon Kahn, Ken Schwenker et Ronell Venter
  - Coproduction : Paul Deason
- Société de production : The Montecito Picture Company et Columbia Pictures, présenté par DreamWorks Pictures
- Sociétés de distribution : DreamWorks Distribution (États-Unis) ; Columbia TriStar Films (France)
- Budget : 80 millions de $[1],[2]
- Pays de production :  États-Unis
- Langue originale : anglais
- Format : couleur (Technicolor) — 35 mm — 1,85:1 (Panavision) — son DTS / Dolby Digital / SDDS
- Genre : comédie, science-fiction
- Durée : 101 minutes
- Dates de sortie[3] :
  - États-Unis, Québec : 8 juin 2001[4]
  - France, Suisse romande : 18 juillet 2001[5],[6]
  - Belgique : 25 juillet 2001[7]
- Classification[8] :
  - États-Unis : accord parental recommandé, film déconseillé aux moins de 13 ans (PG-13 - Parents Strongly Cautioned)[N 1]
  - France : tous publics[9]
  - Belgique : tous publics (Alle Leeftijden)[7]
  - Suisse romande : interdit aux moins de 10 ans[10]
  - Québec : tous publics (G - General Rating)[4]

## Distribution
- David Duchovny (VF : Georges Caudron) : Ira Kane, professeur
- Orlando Jones (VF : Lucien Jean-Baptiste) : Harry Block, professeur de géologie
- Seann William Scott (VF : David Krüger) : Wayne Gray
- Julianne Moore (VF : Ivana Coppola) : Allison Reed
- Ted Levine (VF : Gérard Rinaldi) : le général Russel Woodman
- Dan Aykroyd (VF : Richard Darbois) : le gouverneur Lewis
- Ethan Suplee (VF : Christophe Lemoine) : Deke Donald
- Ty Burrell (VF : Jérôme Keen) : le colonel Flemming
- Katharine Towne (VF : Anneliese Fromont) : Nadine
- Gregory Itzin (VF : Yves Beneyton) : Barry Cartwright
- Michelle Wolff (VF : Sophie Riffont) : Carla
- Sarah Silverman : Denise
- Steven Gilborn (VF : Georges Claisse) : le juge Guilder
- Wayne Duvall (VF : Jean-Yves Chatelais) : Dr Paulson
- Michael Chapman (VF : François Siener) : le shérif Long
- Kyle Gass (VF : Philippe Valmont) : l'officier Drake
- John Cho : un étudiant
- Chris Wylde (VF : Cédric Dumond) : un étudiant
- Michael Bower (VF : Alexandre Gillet) : Danny Donald
- Pat Kilbane (VF : Guillaume Orsat) : l'officier Sam Johnson
- Ashley Clark (VF : Vincent Ropion) : le lieutenant Cryer
- Lucas Dudley (VF : Boris Rehlinger) : le sergent Toms
- Kristen Meadows (VF : Blanche Ravalec) : Patty
- Tony Mirzoian (VF : Antoine Tomé) : le mari au Tumbleweeds
- Morgan Nagler (VF : Céline Mauge) : la voleuse de vêtements dans la cabine d'essayage du centre commercial

Source et légende : Version française (V. F.) sur AlloDoublage

## Production
Le scénario est initialement développé par Don Jakoby. Les noms de Richard Donner, Steven Spielberg, Robert Zemeckis, John Landis ou encore Sam Raimi sont évoqués pour le poste de réalisateur. Ivan Reitman est finalement choisi. Ce dernier provoque un changement de ton du scénario. Le projet est à l'origine un film lorgnant vers thriller dramatique. Ivan Reitman préfère quant à lui aller vers la comédie. Malgré l'humour, le scénario est fondé sur des théories réalistes comme la panspermie.
Ce film marque les débuts sur grand écran de Ty Burrell.

### Choix des interprètes
Bruce Willis est envisagé pour le rôle d'Ira Kane, tout comme Charlie Sheen, Kevin Kline, Mark Wahlberg, Mike Myers et Kevin Costner. David Duchovny a refusé un rôle dans Star Wars, épisode II : L'Attaque des clones (2002) pour jouer dans Évolution.
Sandra Bullock, Angie Everhart, Juliette Binoche, Lorraine Bracco sont envisagées pour le rôle du Dr. Allison Reed.
Scott Bakula, Billy Crystal, Timothy Hutton a été envisagé pour le rôle de Wayne Grey.
John Malkovich, Ian McKellen, Liam Neeson, Richard E. Grant ont été évoqués pour incarner le général Russell Woodman.

### Tournage
Le tournage a lieu entre octobre 2000 et février 2001. Il se déroule dans l'Arizona (Page) et en Californie (Carson, Santa Clarita, Université d'État de Californie, Hawthorne, Manhattan Beach Studios, Universal Studios, Los Angeles, Pasadena).

## Musique
- Bombshell de Powerman 5000
- Out with a Bang de Matt Mahaffey
- Anyway the Main Thing Is de Patty Larkin
- Borderline de Buckcherry
- Baby, Come On Over de Samantha Mumba
- Work It Out de Brassy
- Makin' Whoopee de Walter Donaldson & Gus Kahn
- Parking Lot de Morgan Nagler
- You Are So Beautiful de Bruce Fisher & Billy Preston
- Play That Funky Music de Wild Cherry

### Bande originale
La musique du film est composée par John Powell, dirigée par Gavin Greenaway et interprétée par le Hollywood Symphony Orchestra. L'album est publiée en juin par Varèse Sarabande.

## Accueil

### Accueil critique
Le film reçoit des critiques mitigées. Sur l'agrégateur américain Rotten Tomatoes, il récolte 44% d'opinions favorables pour 139 critiques et une note moyenne de 4,9⁄10. Le consensus suivant résume les critiques compilées par le site : «  ». Sur Metacritic, il obtient une note moyenne de 40⁄100 pour 32 critiques.
En France, le film obtient une note moyenne de 3⁄5 sur le site Allociné, qui recense 12 titres de presse.

### Box-office
Avec un budget estimé à 80 millions de dollars, le film ne récolte que 98 millions au box-office. Le film peut difficilement être considéré comme rentable si l'on ajoute divers frais de promotion. Le film aurait cependant bien fonctionné sur le marché de la vidéo notamment en location.
| Pays ou région    | Box-office      | Date d'arrêt du box-office | Nombre de semaines |
| ----------------- | --------------- | -------------------------- | ------------------ |
| États-Unis Canada | 38 345 494 $    | 23 août 2001               | 11                 |
| France            | 807 094 entrées |                            | -                  |
| Total mondial     | 98 376 292 $    | -                          | -                  |

## Distinctions

### Nominations
- Golden Schmoes Awards 2001 : meilleur film de science-fiction de l'année
- GoldSpirit Awards : meilleure bande originale de comédie pour John Powell

## Autour du film
Le film a été sponsorisé par le shampooing Head & Shoulders de Procter & Gamble, les héros en font même la publicité à la fin du film.[réf. nécessaire]

### Éditions en vidéo
En France, le film est sorti en DVD le 22 janvier 2002. Par la suite, le film est ressorti en DVD le 9 avril 2003, puis en UMD le 22 mars 2006 et en VOD le 1er mai 2012.

### Adaptation à la télévision
Le film est adapté en série télévisée d'animation : Évolution (Alienators: Evolution Continues) est diffusée aux États-Unis à partir du 15 septembre 2001 sur Fox Kids et en France à partir du 14 novembre 2001 sur M6 dans l'émission M6 Kid.
La série d'animation est quant à elle adaptée en jeu vidéo, Alienators: Evolution Continues (2001) sur Game Boy Advance.